# 薩姆奇克河
薩姆奇克河（羅馬化：Samchyk）是烏克蘭的河流，位於該國西部捷爾諾波爾州，屬於茲布魯奇河的右支流，發源自希雷西部，流經茲巴拉日區和捷尔诺波尔区，河道全長24公里。